# Lạy Nữ Vương Thiên Đàng
Kinh Lạy Nữ Vương Thiên Đàng (còn gọi là Mừng vui lên, lạy Nữ Hoàng Thiên Quốc) là một trong những kinh được dùng để tôn kính Đức Trinh Nữ Maria của Giáo hội Công giáo Rôma. Kinh này được đọc trong Mùa Phục Sinh, thay cho Kinh Truyền Tin.

## Bản văn Latinh
Regina caeli, laetare, Alleluia:
Quia quem meruisti portare. Alleluia,
Resurrexit, sicut dixit, Alleluia,
Ora pro nobis Deum,Alleluia.
Gaude et laetare, Virgo Maria, Alleluia.
Quia surrexit Dominus vere, Alleluia.
Oremus. Deus, qui per resurrectionem Filii tui, Domini nostri Iesu Christi, mundum laetificare dignatus es: praesta, quaesumus; ut per eius Genetricem Virginem Mariam, perpetuae capiamus gaudia vitae. Per eundem Christum Dominum nostrum. Amen.

## Bản văn Tiếng Việt

### Bản thường
Lạy Nữ Vương Thiên đàng hãy vui mừng. Alleluia.
Vì Đấng Mẹ đã đáng cưu mang trong lòng. Alleluia.
Người đã sống lại thật như lời đã phán hứa. Alleluia.
Xin cầu cùng Chúa cho chúng con. Alleluia.
Lạy Đức Nữ Đồng Trinh Maria, hãy hỉ hoan khoái lạc. Alleluia.
Vì Chúa đã sống lại thật. Alleluia.
Lạy Chúa là Đấng đã làm cho thiên hạ được vui mừng quá bội, bởi Đức Chúa Giêsu Kitô là Con Chúa, cùng là Chúa chúng con, đã sống lại; xin vì Đức Nữ Đồng Trinh Maria là Thánh Mẫu Người, nguyện cầu cho chúng con được hưởng phúc vui vẻ hằng sống đời đời. Vì công nghiệp Chúa Kitô là Chúa chúng con. Amen.

### Bản Các Giờ Kinh Phụng Vụ
Mừng vui lên, lạy Nữ Hoàng Thiên Quốc. Alleluia.
Vì Thánh Tử Bà được phúc cưu mang. Alleluia.
Đã phục sinh như lời Người phán trước. Alleluia.
Cầu Chúa cho đoàn con, lạy Nữ Hoàng. Alleluia.